# Torre degli Scappi

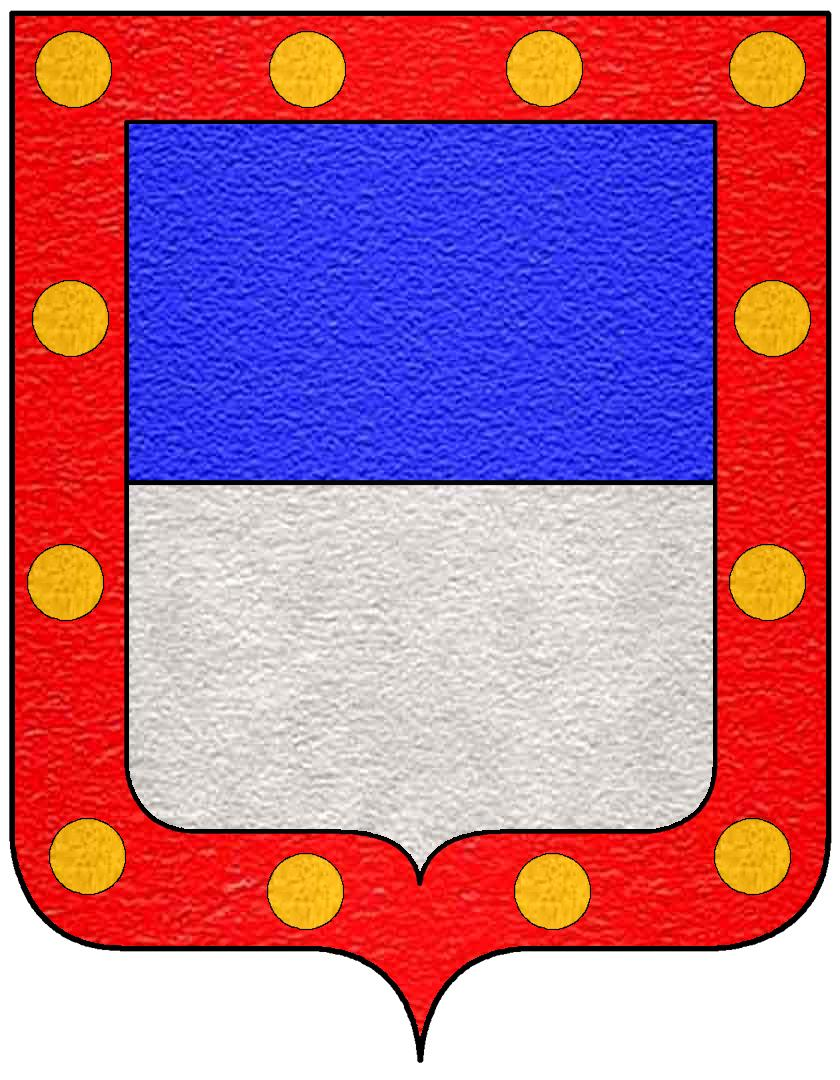
Stemma Scappi

La Torre degli Scappi è una delle circa 20 torri gentilizie ancora esistenti nel centro storico della città di Bologna.

## Struttura
Situata all'inizio della centralissima via Indipendenza, è alta 38,40 metri e fu iniziata nel 1219 o nel 1220. Lo spessore dei muri alla base (2,90 metri) ci dice che sarebbe dovuta essere più alta, per rivaleggiare con le vicine Altabella e Coronata, ma non venne mai terminata.
Oggi la base della torre, fino a circa 20 metri di altezza, è inglobata nella cinquecentesca casa Coccapani, in maniera tale che ne resta visibile solo la parte più alta. A piano terra ospita una delle più antiche e famose botteghe di Bologna, "La Coroncina", fondata nel 1694, mentre più in basso si trova un locale sotterraneo coperto da volte a botte di due metri di altezza (cosa piuttosto insolita per una torre).

## Storia
Fra le famiglie bolognesi che costruirono le antiche torri gentilizie, quella degli Scappi fu una delle poche a restare alla ribalta della vita pubblica cittadina fino all'età moderna avanzata. Gli Scappi si estinsero, infatti, solo nel 1707.
Rimangono poche persone in Italia aventi lo stesso cognome.
Esiste una leggenda, comprovatamente falsa, secondo la quale la famiglia prese il nome da una donna che, affacciata ad una finestra delle case poste presso la torre, assisté al tentativo di fuga di re Enzo, il quale era tenuto prigioniero nel vicino palazzo omonimo. Il sovrano era nascosto in una brenta ma i suoi capelli biondi fuoriuscivano all'esterno e la donna, vedendoli, gridò: "scappa, scappa!", facendo così scoprire il fuggitivo.
Gli Scappi militarono in due crociate e annoverarono nelle loro file professori universitari (tra cui Ugolino), valorosi capitani e uomini d'arme, ma anche un vescovo (Alessandro).